# Asellus Australis
Asellus Australis (lat. „südlicher Esel“) ist der Eigenname des Sterns δ Cancri (Delta Cancri) im Sternbild Krebs. Er gehört der Spektralklasse K0 an und besitzt eine scheinbare Helligkeit von +3,9 mag.
Asellus Australis ist etwa 130 Lichtjahre von der Erde entfernt. Er kann als ekliptiknaher Stern vom Mond und (sehr selten) von Planeten bedeckt werden. 
In der griechischen Mythologie stellen Asellus Australis (zweithellster Fixstern im Krebs) und der etwas schwächere Asellus Borealis (nördlicher Esel) die zwei Lasttiere dar, die den Gott Dionysos bei einer seiner Irrfahrten durch Vorderasien über einen Fluss trugen und zum Dank an den Himmel versetzt wurden. Sie stehen dort beidseits des schimmernden Sternhaufens der Krippe (Praesepe oder M44) und tun sich am Futter gütlich.